# Isabel Fernanda de Bourbon
Isabel Fernanda Josefa Amália (Aranjuez, 18 de maio de 1821 – Paris, 9 de maio de 1897) foi uma Infanta da Espanha, filha mais velha do infante Francisco de Paula da Espanha e de sua esposa e sobrinha, a princesa Luísa Carlota das Duas Sicília.

## Família
Isabel Fernanda foi a primeira filha e segunda criança nascida do infante Francisco de Paula de Bourbon e de sua sobrinha, a princesa Luísa Carlota das Duas Sicílias. Os seus avós paternos eram o rei Carlos IV de Espanha e Maria Luísa de Parma. Os seus avós maternos eram o rei Francisco I das Duas Sicílias e Maria Isabel de Bourbon, sua segunda esposa.
Sua avó materna também era filha do rei Carlos IV e da rainha Maria Luísa, fazendo dela irmã de Francisco, pai de Isabel.

## Biografia
Também conhecida como Belita, Isabel Fernanda estudou em Paris, onde conheceu o polaco Ignacy Gurowski, amante do Marquês de Custine.
A infanta causou um grande escândalo no país ao fugir com Ignacy de um convento, com quem se casou em 1841, em Dover, na Inglaterra. Eles passaram a morar em Bruxelas, na Bélgica, onde ela recebeu alguma ajuda da rainha Luísa Maria de Orleães.
Após o casamento de seu irmão, Francisco, Duque de Cádis com a rainha Isabel II de Espanha, ela foi admitida na corte belga.
O casal teve oito filhos. Contudo, o seu marido a abandonou na pobreza, e a condessa tornou-se anfitriã de um hotel em Paris.
Isabel Fernanda faleceu após uma longa doença, no dia 9 de maio de 1897, e foi enterrada no Cemitério de Montmartre.

## Descendência
- Maria Luísa Gurowski e de Bourbon (1842 – 1877), foi esposa de Vicente Bertran de Lis y Derret, com quem teve cinco filhos;
- Carlos Gurowski e de Bourbon (n. e m. 1846);
- Maria Isabel Gurowski e de Bourbon (1847 – 1935), primeiro foi esposa de Charles Allen Perkins, com quem teve dois filhos, e depois foi casada com  Jose Maria Diaz-Martin y Torneria, mas não teve filhos;
- Fernando Gurowski e de Bourbon (1848 – 1875), conde Guroswski e marquês de Bondand Real. Não se casou e nem teve filhos;
- Carlos Gurowski e de Bourbon (1854 – 1856);
- Augusto Gurowski e de Bourbon (n. 1855), morreu jovem;
- Luís Gurowski e de Bourbon (n. 1856), morreu jovem;
- Maria Cristina Gurowski e de Bourbon (1860 – 1901), foi esposa de Bartolomeu da Costa de Macedo Giraldes, Visconde de Trancoso, com quem teve quatro filhos.

## Honras
- Espanha: 199.° Dama Nobre da Ordem da Rainha Maria Luísa - .